# Hangetsu
Hangetsu (半月), (in giapponese: "mezza luna") è un kata avanzato praticato nello Karate Shotokan. Nelle sue radici ci sono alcuni dei più vecchi stili di Naha-te. La prima metà del kata è quella che incarna la scuola del Naha Te ed è fatta con una tensione dinamica lenta e con una grande concentrazione nel respiro, al fine di sottolineare lo sviluppo del hara. La seconda metà, invece, è stata modificata per adeguarsi allo stile Shotokan, al quale non si adattavano i movimenti lenti e potenti, concentrati su attacchi a distanza ravvicinata. La seconda parte del kata è maggiormente dinamica nella sua esecuzione, con un'esplosione di pugni e di mae-geri (calci frontali). A seguito dei principi condivisi di espansione e contrazione, Gichin Funakoshi sostituì hangetsu con sanchin nel curriculum Shotokan. La padronanza di questo kata dipende dalla dimestichezza della hangetsu-dachi (posizione della mezza luna), che è caratterizzata da passi semi-liberi circolari della gamba posteriore, prima al centro e poi in avanti. Il kata è composto da 41 movimenti. È un kata difficile da apprendere e non molto praticato, data la necessità di concentrazione e potenza nei movimenti. La vecchia versione di Okinawa di questo kata è conosciuta come Seisan.